# Arjun Appadurai

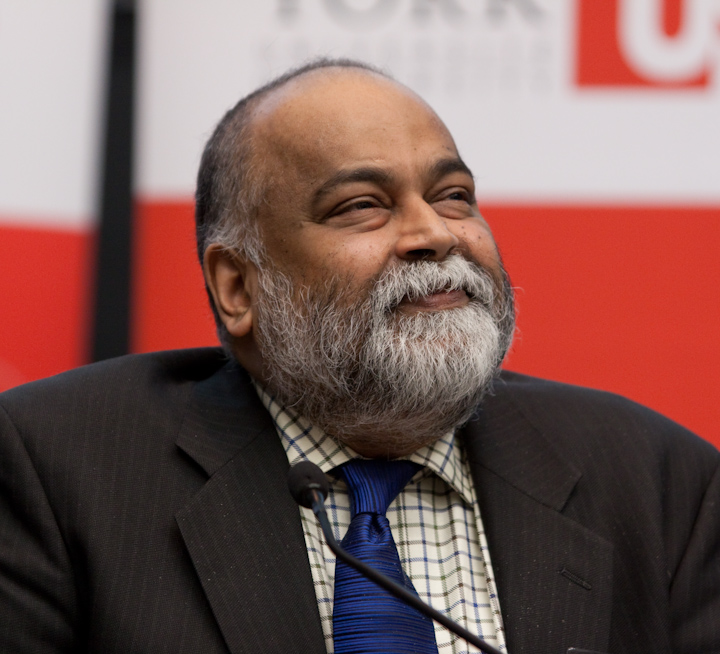
Arjun Appadurai

Arjun Appadurai (* 1949 in Bombay, Indien) ist Ethnologe und lehrt an der New School in New York City. Er konzentriert sich in seinen Werken hauptsächlich auf Modernität, Globalisierung und die Anthropologie des Raum-Zeit-Zusammenhanges.

## Leben
Appadurai besuchte die St. Xavier’s High School und das Elphinstone College in Bombay, bevor er in die USA emigrierte. Er erhielt seinen B.A.-Abschluss 1970 an der Brandeis University in Waltham (Massachusetts). Im Jahr 1973 erhielt er seinen M.A. an der University of Chicago und 1976 seinen Ph.D. Anschließend lehrte er an der University of Chicago, an der Yale University und wechselte schließlich an die New School. Des Weiteren hatte er zahlreiche Lehraufträge an weiteren Universitäten in den USA, Europa (Paris), Lateinamerika und Indien. 1997 wurde er in die American Academy of Arts and Sciences gewählt.
Zu seinen wichtigsten wissenschaftlichen Theorien gehört sein pragmatischer Ansatz der kulturellen Globalisierung. Dabei unterteilt er Prozesse der Globalisierung in die Dimensionen: „Ethnoscape“, „Technoscape“, „Financescape“, „Mediascape“ und „Ideoscape“. Die einzelnen Scapes sind disjunkt, folgen ihren eigenen Regeln und Zwängen, sind fließend und müssen im Einzelnen betrachtet werden, um die Komplexität der modernen Welt verstehen zu können.

## Schriften (Auswahl)
- mit Neta Alexander: Failure. Polity, Cambridge (UK) 2020, ISBN 978-1-5095-0471-8.
  - Versagen. Scheitern im Neoliberalismus. Aus dem Englischen von Hans Freundl, Wagenbach, Berlin 2023, ISBN 978-3-8031-3730-2.
- Demokratiemüdigkeit. Aus dem Englischen von Bettina Engels. In: Heinrich Geiselberger (Hrsg.): Die große Regression. Eine internationale Debatte über die geistige Situation der Zeit. Suhrkamp, Berlin 2017, ISBN 978-3-518-07291-2, S. 17–35.
- Banking on words. The failure of language in the age of derivative finance. The University of Chicago Press, Chicago/London 2016, ISBN 978-0-226-31863-9
- Fear of small numbers. An essay on the geography of anger. Duke University Press, Durham 2006, ISBN 978-0-8223-3863-5.
  - In deutscher Übersetzung: Die Geographie des Zorns. Aus dem Englischen von Bettina Engels, Suhrkamp, Frankfurt am Main 2009, ISBN 978-3-518-12541-0.
- Modernity at Large. Cultural Dimensions of Globalization. University of Minnesota Press, Minneapolis, Minn. 1996, ISBN 0-8166-2792-4.
- Worship and conflict under colonial rule. A South Indian case. Cambridge University Press, Cambridge/New York 1981, ISBN 0-521-23122-1.